# Doddakaturu, Mysore
Doddakaturu là một làng thuộc tehsil Mysore, huyện Mysore, bang Karnataka, Ấn Độ.